# Herpyllus vicinus
Herpyllus vicinus är en spindelart som beskrevs av Denis 1958. Herpyllus vicinus ingår i släktet Herpyllus och familjen plattbuksspindlar.
Artens utbredningsområde är Afghanistan. Inga underarter finns listade i Catalogue of Life.